# 勒内王喷泉

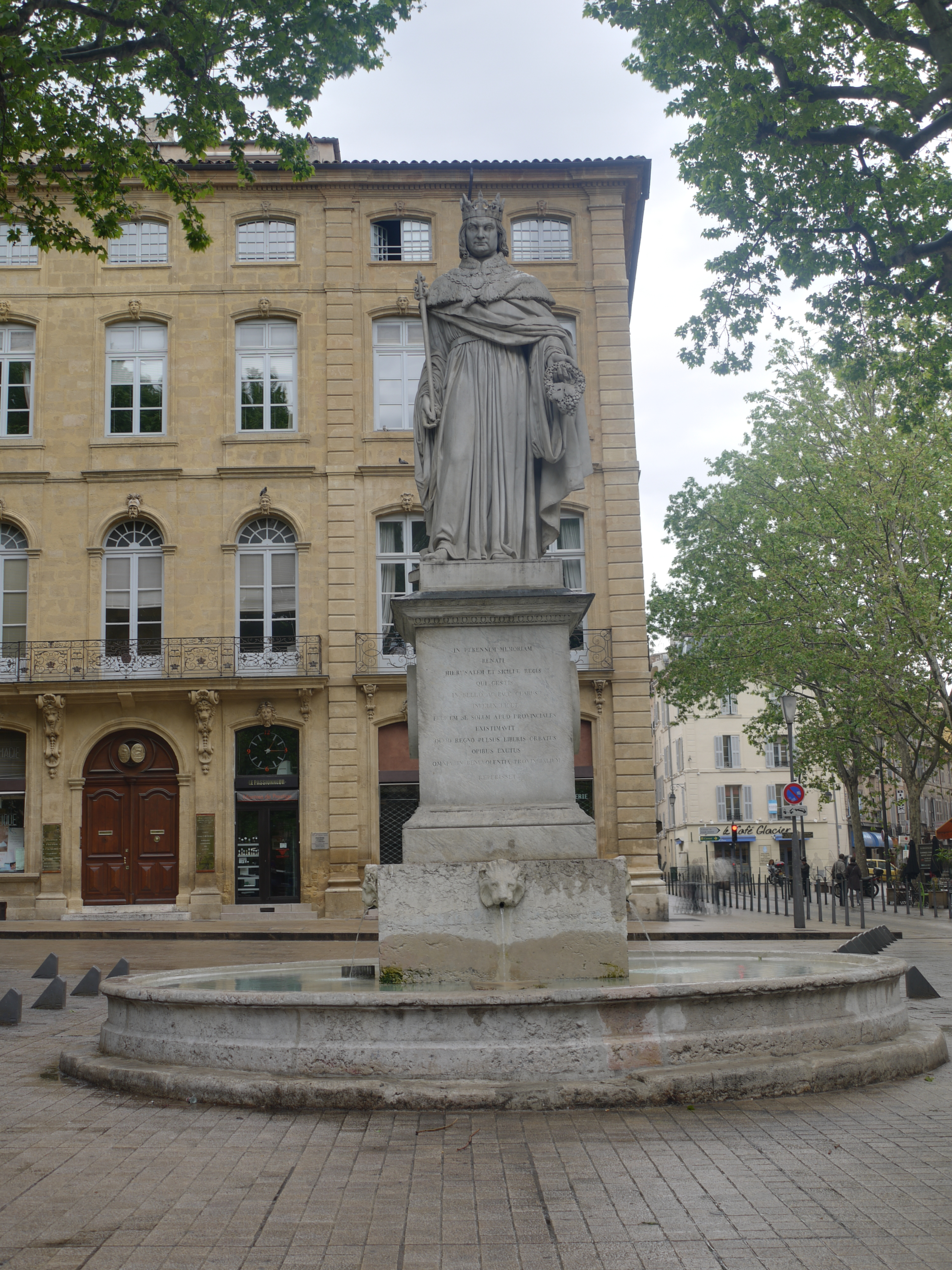
勒内王喷泉,后方是诗人公馆（Hôtel du Poët）

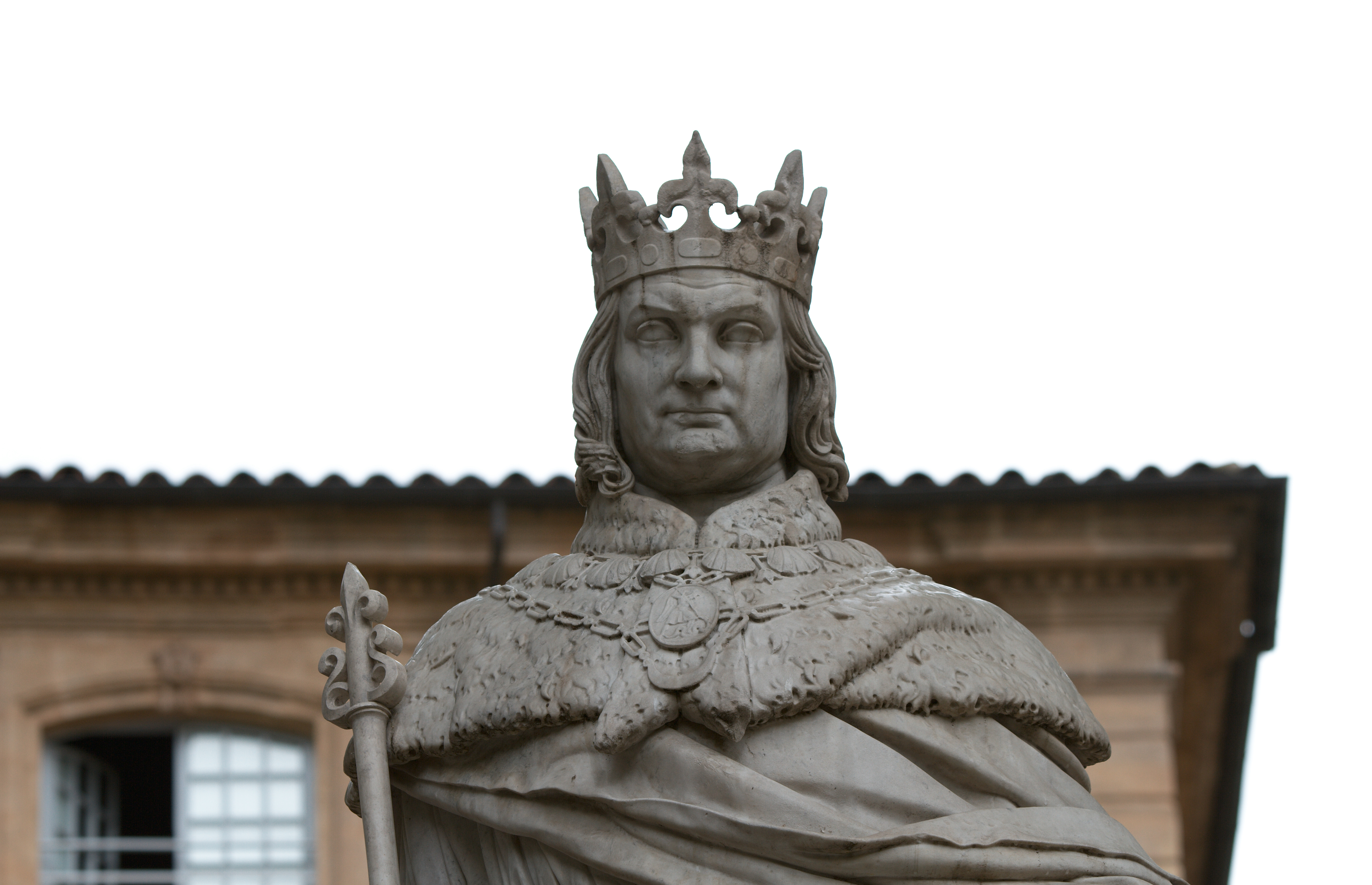
勒内王

勒内王喷泉（Fontaine du Roi René）是法国罗讷河口省普罗旺斯地区艾克斯的一个喷泉。

## 位置
它位于普罗旺斯地区艾克斯市中心的米拉波大道起点。

## 历史
喷泉由法国建筑师皮埃尔·亨利·雷沃伊（1776-1842）于1819年设计。喷泉上部的安茹的勒内雕塑由法国雕塑家大卫·丹吉斯（1788–1856）于1822年设计。他手持麝香葡萄，是他将其引入普罗旺斯。
勒内王诞生600周年时，喷泉进行了修复。

## 保护
勒内王喷泉已列为法国历史遗迹。